# سيف (فرقة موسيقية)
سيف (بالإنجليزية: Safe (band))‏ هي فرقة موسيقية روسية من مدينة باليخ, تأسست الفرقة في سنة 1987 وهي مستمرة حتى الآن. وقد تغير تشكيل الفرقة كثيرا منذ تأسيسها ولكن نيكولاي كوفاليوف هو رئيس الفرقة الدائم. تلعب الفرقة في اسلوب هارد روك. واصدرت الفرقة 33 ألبوما حتى عام 2014.